# Penelope
Penelope — бесплатная, свободно распространяемая программа для работы с электронной почтой и группами новостей, основанная на Eudora Mail и Thunderbird. Позже была переименована в Eudora OSE.
Eudora OSE поддерживает протоколы: SMTP, POP3, IMAP, NNTP, RSS. Penelope работает в Microsoft Windows и Mac OS X. По словам разработчиков, это позволило повысить надёжность и стабильность работы программы. Среди основных особенностей Eudora можно упомянуть возможность автоматической регистрации сообщений по ключевым словам, удобный интерфейс и встроенные средства фильтрации спама. Сочетания горячих клавиш, иконки на панели инструментов, структура меню и «манеры» Eudora повторяются в разработанной Mozilla версии. В новой команде разработчиков Eudora есть и несколько человек из Qualcomm, которые также занимались разработкой почтового клиента.
В 2010 году разработка прекращена, в 2013 году Eudora OSE объявлена устаревшей и пользователям рекомендовано переходить на Mozilla Thunderbird.